# 雷再浩
雷 再浩（らい さいこう、Léi Zàihào、? - 1847年）、清末のヤオ族の蜂起の指導者。
湖南省新寧出身。青蓮教に入信した。1847年、広西省全州の李世徳とともに「棒棒会」を結成して、10月に新寧で蜂起した。しかし新寧の挙人江忠源率いる団練に追われ、全州に逃れた。その後、梅渓口での戦いで清軍の守備李廷揚・把総馬瑞春らを戦死させた。11月になると清は湖南省・広西省の兵を派遣し、李世徳は西延の戦いで戦死した。雷再浩は再び新寧に退去し、12月に武岡攻略に向かうが、その途中に江忠源の伏兵に襲われ、捕らえられ処刑された。余党は李沅発の蜂起に参加して戦闘を継続した。